# Corte costituzionale della Turchia
La Corte costituzionale della Turchia (in turco Anayasa Mahkemesi, talvolta abbreviato in AYM) è il più alto organo giuridico per la garanzia costituzionale in Turchia. Essa esamina la costituzionalità, sia nella forma che nella sostanza, delle leggi, dei decreti aventi forza di legge e del regolamento interno della Grande Assemblea Nazionale turca" (articolo 148/1 della Costituzione turca). Se necessario, funziona anche come Corte Penale Suprema (in turco Yüce Divan) per ascoltare eventuali casi sollevati in merito al presidente, al vicepresidente, ai membri del gabinetto o ai giudici delle alte corti. Oltre a tali funzioni, esamina i ricorsi individuali per la violazione da parte delle autorità pubbliche di uno dei diritti e delle libertà fondamentali nell'ambito della Convenzione europea dei diritti dell'uomo garantiti dalla Costituzione (art. 148/3 della Costituzione turca).

## Panoramica
La parte quarta, sezione due, della Costituzione istituisce la Corte costituzionale che si pronuncia sulla costituzionalità degli statuti e degli ordini esecutivi presidenziali. La Corte si pronuncia sulle questioni ad essa sottoposte dal Presidente, dai membri del Parlamento o da qualsiasi giudice davanti al quale sia stata sollevata un'eccezione di incostituzionalità da un imputato o da un attore. La Corte costituzionale ha il diritto di riesame sia a priori che a posteriori (rispettivamente prima e dopo l'emanazione), e può invalidare intere leggi o decreti governativi e impedirne l'applicazione in casi futuri. Le impugnazioni a una legge devono essere presentate entro i primi due mesi dalla sua promulgazione.

## Organizzazione
Secondo l'articolo 146 della Costituzione, la Corte Costituzionale è composta da quindici membri.
Il Presidente nomina:
- tre membri da una lista di tre candidati per ogni posto vacante nominato dalla Corte di Cassazione tra i propri membri,
- due membri da una lista di tre candidati per ogni posto vacante nominato dal Consiglio di Stato turco tra i propri membri,
- tre (di cui almeno due avvocati) membri di una lista di tre candidati per ogni posto vacante nominato dal Consiglio di istruzione superiore tra professori di diritto, economia o scienze politiche, a loro volta non membri del Consiglio, e
- quattro membri tra alti funzionari amministrativi, avvocati, giudici, pubblici ministeri e cancellieri della Corte costituzionale con almeno cinque anni di esperienza.

Il Parlamento nomina a scrutinio segreto e con maggioranza di due terzi:
- due membri da una lista di tre candidati per ogni posto vacante nominato dalla Corte dei Conti (in turco Sayıştay) tra i propri membri,
- un membro di una lista di tre candidati per ogni posto vacante nominato dai capi delle associazioni forensi tra avvocati.

Per essere ammessi alla carica di membro della Corte, i professori, gli alti funzionari amministrativi e gli avvocati devono avere più di 40 anni e aver completato gli studi superiori o aver prestato servizio per almeno 15 anni come personale docente di istituti di istruzione superiore o di aver effettivamente prestato almeno 21 anni in servizio pubblico o di aver esercitato la professione di avvocato per almeno 21 anni.
La Corte costituzionale elegge un presidente e i vicepresidenti tra i suoi membri effettivi per un mandato rinnovabile di quattro anni a scrutinio segreto e a maggioranza assoluta dei loro membri. I membri della Corte Costituzionale non possono assumere altre funzioni ufficiali e private, oltre a quelle principali.

## Composizione
La Corte Costituzionale è composta da 15 membri.

## Storia
La Corte Costituzionale della Turchia fu istituita il 25 aprile 1962, secondo le disposizioni della costituzione del 1961. Prima di tale data, la superiorità assoluta del parlamento era adottata come principio costituzionale, senza controllo giurisdizionale. Non esisteva un'istituzione giuridica di revisione della costituzionalità delle leggi approvate dal parlamento e degli atti e delle azioni dei governi. L'opposizione socialdemocratica, gli intellettuali e la giunta militare che salì al potere con un colpo di stato militare il 27 maggio 1960 sostenevano la limitazione e il controllo del potere parlamentare di fronte agli abusi della maggioranza parlamentare da parte dei governi del Partito Democratico (1950-1960) sotto il premierato di Adnan Menderes. Il Partito della Giustizia, discendente del Partito Democratico, così come del Partito Giustizia e Sviluppo respingeva l'idea del riesame giudiziario, spingendo per la superiorità parlamentare.
La prima decisione del tribunale è datata 5 settembre 1962, pubblicata sulla Gazzetta Ufficiale il 3 ottobre 1962. Si trattava di un'istanza diretta di un certo İnaç Tureren per l'annullamento di un articolo della legge di procedura penale (Ceza Muhakemeleri Usûlü Kanunu - CMUK ), che avrebbe violato le disposizioni dell'articolo 30 della costituzione. La corte respinse il caso, affermando che l'applicazione individuale alla corte era costituzionalmente impossibile.
Il primo presidente della corte fu Sünuhi Arsan, che prestò servizio per due anni (1962-1964). Dopo il secondo presidente (Ömer Lütfi Akadlı - 1964-1966) e il terzo (İbrahim Senil - 1966-1968), la corte non riuscì a eleggere un presidente per 29 mesi (fino al 1970), durante i quali fu presieduta da un presidente ad interim.
Gli articoli della costituzione che regolano la struttura del tribunale furono leggermente modificati nel 1971 e nel 1973.
Nonostante la costituzione del 1961 fosse stata annullata dal regime militare salito al potere con il colpo di stato militare del 12 settembre 1980, il tribunale continuò ad operare. Attualmente opera secondo la costituzione del 1982.

### Decisioni chiave
- Decisione n. 1989/12, del 07.03.1989: La Corte, in risposta alla richiesta dell'allora presidente Kenan Evren di annullamento di una legge approvata dal parlamento, stabilì che indossare il velo nelle università pubbliche violava la separazione tra religione e stato.[2]
- Decisione n. 1994/2, del 6.06.1994: La Corte decise di chiudere il Partito della Democrazia (Demokrasi Partisi - DEP), partito filo-curdo, in quanto violava il principio di integrità e indivisibilità territoriale/nazionale.[2]
- Decisione n. 1998/1, del 16.01.1998: La Corte decisw di chiudere il Partito del Benessere (Refah Partisi - RP), partito islamista, in quanto violava il principio di laicità.[2]
- Decisione n. 2001/2, del 21.06.2001: La Corte decise di chiudere il Partito della Virtù (Fazilet Partisi - FP), successore del Partito del Benessere.[2] La decisione, tuttavia, affermava che la Corte non considerava il FP la continuazione del RP, ma citava le politiche islamiste seguite dal partito come ragioni principali della chiusura.
- Decisione n. 2001/332, del 18.07.2001: La Corte, in risposta alle istanze dei tribunali ordinari, dichiarò l'incostituzionalità di alcune parti della legge sull'amnistia approvata dal parlamento, il che comportò un lieve ampliamento del campo di applicazione dell'amnistia proposta.
- Decisione del 30/07/2008: nel processo di chiusura del Partito Giustizia e Sviluppo del 2008, la corte stabilì che il Partito Giustizia e Sviluppo non violava la separazione tra religione e Stato e non lo chiuse, osservò tuttavia che era diventato "un centro per le attività anti-secolari” e tagliò del 50% il finanziamento statale delle attività del partito.[3][2]
- Decisione dell'11/12/2009: la corte decise di bandire il Partito della Società Democratica per i suoi legami con il Partito dei Lavoratori del Kurdistan (PKK), considerato un gruppo terroristico dagli Stati Uniti e dall'Unione europea. Secondo la corte il DTP violava gli articoli 68 e 69 della Costituzione e la legge sui partiti politici,[4] e ed era divenuto "un punto focale del terrorismo contro l'integrità indivisibile dello Stato", secondo quanto affermato da Haşim Kılıç, presidente della Corte.[4]
- Decisione del 26.12.2019: la corte revocò il blocco di Wikipedia.[5]